# 磯野貴理子
磯野 貴理子（いその きりこ、1964年〈昭和39年〉2月1日 - ）は、日本のタレント、女優。旧芸名：きりこ、磯野 貴理（いその きり）。
三重県度会郡南勢町（現・南伊勢町）出身。三重県立南勢高等学校卒業。ジャパン・ミュージックエンターテインメント（エキサイティング・トリガー）所属。

## 来歴
三重県度会郡南勢町（現在の南伊勢町）生まれ。2人の姉と妹、一番下の5番目に弟がおり、「貴理子」の名前は親が女の子は打ち止めだとの考えより、当て字としてあてられた。
1980年にデビュー。
高校卒業後の1982年、地元の相互銀行（現在の第二地方銀行）に就職して東京の日本橋支店の配属となり三重から上京、3年間勤務する。

### チャイルズ
1985年、21歳の時に劇団員試験に合格して劇団七曜日に加入し、女性3人組のお笑いアイドルグループ「チャイルズ」を結成しデビュー。当時の芸名は「きりこ」だった。1987年から1989年にかけては『森田一義アワー 笑っていいとも!』（フジテレビ系列）に5代目「いいとも青年隊」（初代「いいとも少女隊」）としてレギュラー出演。1988年に「恋は魚河岸のごとく」でレコードデビューし、シングル3タイトル、アルバム1タイトルをリリースする。
この当時、実際は24歳だった年齢を「19歳」とサバ読みして活動し、1988年には『笑っていいとも!』の生放送を観覧した妹の年齢からサバ読みが露呈する一幕があり、後にナムコとのタイアップで発売されたファミコンRPG『ラサール石井のチャイルズクエスト』でも“年齢は19歳、ただし妹の年齢は20歳”とネタにされた。
1992年をもって、「チャイルズ」が解散。

### チャイルズ解散後
解散後の25歳ころは仕事が減少してワイドショーのレポーターなどを務めた後、タレントとしてバラエティ番組で活動。
2007年1月1日、芸名を「磯野 貴理（いその きり）」へ改名。チャイルズ時代の改名以来2度目であり、理由として「『キリコ』より『キリ』のほうが語呂がよいと思ったから」とのこと。しかし、2011年7月1日に芸名を再度「磯野貴理子」へ戻した。
2009年1月には、出身地である三重県の「みえの国観光大使」に任命された。また、2014年3月より当時の夫とともに静岡県賀茂郡河津町初の観光大使「河津町観光大使」を務める。
2014年10月23日、暴飲暴食と偏食、不摂生で不規則な生活から脳梗塞を発症。自宅で体調不良を訴え、夫の付き添いのもと救急搬送されて検査を受け、脳梗塞と診断されたが命に別状はないとのこと。同月28日、所属事務所が本人のコメントを添えて、マスコミ各社にファクスで発表した。同11月2日放送の「アッコにおまかせ!」では、毎日電話でやりとりしている和田アキ子が「元気すぎる。全然普通」と説明。また、当時の夫が救急車の隊員から「お母様ですか？」と言われ、ショックを受けていたことを明かした。治療の後転院してリハビリに励み、同年12月7日に退院。同月より仕事に復帰した。左手に力が入りにくいなど、軽度の後遺症が残ると語っている。
1987年のデビュー時から所属の芸能事務所である石井光三オフィスを2016年8月末日に退社し、独立。約1年間フリーランスで活動後、2017年8月1日よりジャパン・ミュージックエンターテインメントに所属。

### 音楽活動
森の磯松は磯野貴理子、森尾由美、松居直美で結成されているユニット。『おそく起きた朝は…』（現：『はやく起きた朝は…』）のレギュラー3人で結成した。ユニット名は3人の名前の頭文字（森尾の「森」、磯野の「磯」、松居の「松」と、森の石松を捩ったもの。現在は活動停止中。

### 女優業
チャイルズとしてデビューし、チャイルズ解散後も、1988年（昭和63年）から連続ドラマから2時間ドラマなど数多く出演している。2004年（平成16年）に単発ドラマ『おばあさんの反乱〜遺産はだれのモノ?』（テレビ朝日）で初主演を果たした。

### 私生活
2003年12月12日、当時の担当マネージャーだった7歳年下の正司宏行（「かしまし娘」の正司照枝の長男）と10年間の交際を経て結婚。しかし、2009年12月6日に正司との離婚が報道され、同日放送分の『行列のできる法律相談所』（日本テレビ / 放送当日に撮って出しで収録）において磯野から同年11月に離婚していたことと、原因は嫁姑問題と正司の浮気であるなどの詳細が語られた。
2012年8月5日放送の『行列のできる法律相談所』の番組内にて、かねてより交際していた24歳年下の一般人男性（貴理子と共同でバーを経営）との再婚を発表し、同年9月3日付けで婚姻届を提出し結婚した。しかし、2019年5月19日放送の『はやく起きた朝は…』（フジテレビ）の番組内で2度目の離婚を報告。複数回の協議を経た円満離婚であり、離婚時期や慰謝料の有無は非公表としている。

## 人物・エピソード
- 珠算1級、書道7段の特技を持っている[8][32]。2015年より「五十の手習い」として中国語の学習を開始し、2017年4月に中国語の語学検定試験「HSK」の2級に一発合格した[33]。
- かつては自他ともに認める酒豪で、毎日ウイスキーをボトル半分は空けるという飲みっぷりだった。しかし、2014年に脳梗塞で倒れて以後は「再発防止のため」に断酒している[34]。
- 磯野のレギュラー番組『はやく起きた朝は…』で、「富士山に三人で登ろう!!」と言い出したのがきっかけで、結局は一人で登ることになったが、その登山映像は「はやく起きた朝は…」で、二回分に分けて放送された[35]。
- 2000年（平成12年）の11月、磯野が虫垂炎で入院したために、『はやく起きた朝は…』の収録を2回ほど欠席した[35]。
- 東京ヤクルトスワローズファン[36]。山田哲人内野手を推している（自身がレギュラー出演する『はやく起きた朝は…』の中で何度もその旨の発言を繰り返している）[要出典]。2019年、同球団の球団設立50周年、つば九郎デビュー25周年記念ドラマ『つばめ刑事』に清掃員役で出演。同年5月30日、ヤクルト・広島戦（神宮球場）で初の始球式をドラマ衣装の行った[36]。
- 鳥（野鳥）好きが高じ、バードウォッチングばかりしていることやカメラを始めたこと、そして日本野鳥の会に入会したことを2023年12月フジテレビ系「ぽかぽか」で明かしている[37]。

### キリコる
『行列のできる法律相談所』において、島田紳助に「キリコる」という造語を作られた。意味は以下のようなものがある。
1. 人と人との会話に割って入る
2. トークのネタが嘘（作り話）っぽい
3. 場の空気を変えるなどの行為を指す。
4. 前へ前へ出ようとすること
5. 視聴率下げタレントNo.1

また『新すぃ日本語』（TBS）において、これとは別の「貴理子む」という言葉が生まれた。意味は「何でも自分の話にすり替える」こと。

## ディスコグラフィ

### シングル
チャイルズ名義

森の磯松名義
1. Happy Line
2. おそく起きた朝は…

### アルバム
チャイルズ名義

## 出演

### テレビ
レギュラー出演 
- はやく起きた朝は…（フジテレビ、2005年4月3日 - ）
- ホンマでっか!?TV（フジテレビ）
  - 島崎和歌子と交替でパネラー出演。

不定期出演
- 行列のできる法律相談所→行列のできる相談所（日本テレビ）
  - 番組開始当初はレギュラーだったが、現在は不定期出演となっている。
- 池上彰のニュースそうだったのか!!（テレビ朝日）
- よじごじDays（テレビ東京）

### バラエティ・情報番組
- 独占!女の60分（テレビ朝日）
- オレたちひょうきん族（フジテレビ）
  - 「チャイルズ」としての出演だが、後に単独で出演するようになる）
- 笑いの殿堂（フジテレビ）
- ライオンのいただきます（フジテレビ）
- 対決!マイベスト10（テレビ東京）
- 解決!クスリになるテレビ（テレビ東京、司会、2001年10月 - 2004年3月）
- 平成教育委員会→平成教育予備校（フジテレビ）
- おそく起きた朝は… → おそく起きた昼は…（フジテレビ、1994年4月3日 - 2005年3月27日）
  - 森尾由美・松居直美と並び、メインキャストの一員。
- 健康こどもっち（NHK BS2）
- はぴひる!（TBS）
  - メインMC
- 謎を解け!まさかのミステリー（日本テレビ、準レギュラー）
- スターどっきり㊙報告（フジテレビ）
  - この頃まで「きりこ」名義で出演していた。
- 世界の超豪華・珍品料理（フジテレビ）
  - 一時期準レギュラー。「きりこ」名義時期と「磯野貴理子」名義時期ともに出演していた。
- ぴーかんテレビ土曜日（東海テレビ、司会）
- レシピの玉手箱（TBS、司会）
- ミッドナイトマーメイド（テレビ朝日）
- 伊東家の食卓（日本テレビ）
  - 『裏ワザクッキング』のコーナーに、講師としてレギュラー出演。
- チャレンジ大魔王（TBS）
- しあわせ家族計画（TBS、しあわせ配達人）
- 絶品!地球まるかじり（テレビ東京、準レギュラー）
- 食べて元気!ほらね（朝日放送）
- おかずのクッキング（テレビ朝日）
- 愛のエプロン（テレビ朝日、準レギュラー→レギュラー）
- ハピふる!（フジテレビ、火曜日→水曜日）
- オジサンズ11（日本テレビ、オバサマーズ）
- 買物大スキ!女神の市場（日本テレビ）(関東のみ)司会・2008年9月末まで（番組は継続）
- 脳内エステ IQサプリ（フジテレビ、準レギュラー）
- 一攫千金!日本ルー列島（フジテレビ、準レギュラー）
- ホンネの殿堂!!紳助にはわかるまいっ（フジテレビ、準レギュラー）
- スタイルプラス（東海テレビ、不定期ゲスト）
- 熱血!平成教育学院（フジテレビ、2006年10月 - 2011年3月、レギュラー）
  - 後継番組『1年1組 平成教育学院』にも、1度卒業生としてゲスト出演。
- 通販美人 Trend Collection（関西テレビ）
- 幸せの黄色い仔犬（中京テレビ）
- ライオンのごきげんよう（フジテレビ、常連ゲスト） 
  - トークゲストとしての出演の他に、MCの小堺一機の休暇時である2004年8月と2010年6月に代理MCを2度務めた。前者に関しての詳細はこちらを参照。また、ゲストの中では最多出演となっている。
- スター☆ドラフト会議（日本テレビ）
- 趣味どきっ! あなたもカラオケマスター ～心をふるわせる8つのボーカルレッスン～（NHK Eテレ、2017年12月5日 - 2018年1月30日）
- 痛快TV スカッとジャパン(フジテレビ、悪女役として不定期出演)
- TOKIO城島 ほのぼの茂(朝日放送テレビ、2021年4月12日 - 6月21日)

### テレビドラマ
- 連続テレビ小説（NHK総合）
  - 走らんか!（1995年）
  - あぐり（1997年）
  - ゲゲゲの女房（2010年）
- 火曜サスペンス劇場（日本テレビ）
  - 「大奥殺人事件」
  - 「花嫁の秘密」（1988年）
  - 「京都花嫁殺人事件」（1989年）
  - 「清少納言殺人事件」（1990年）
  - 「秘密の密会」（1991年）
  - 「二つの顔をもつ女」（1991年）
  - 「法廷での復讐」（1992年）
  - 「女の意地」（1993年）
  - 「葵祭殺人事件」（1993年）
  - 「母から娘へ」（1996年）
  - 「最後に笑う女」（1997年）
- 水曜ドラマ（日本テレビ）
  - 「恋人も濡れる街角 URBAN LOVE STORY」（1988年）
  - 「引っ越せますか」（1993年）
  - 「家売るオンナの逆襲」（2019年）
- 土曜ワイド劇場（テレビ朝日）
  - 「鏡に映る悪女」（1988年）
  - 「燃える男女」（1992年）
  - 「完全犯罪」（1993年）
  - 「偽りのハネムーン〜花嫁の犯罪〜」（1995年）
  - 「相続」（1996年）
  - 「欲望の家」（1997年）
- 金曜ドラマ（TBS）
  - 「雨よりも優しく」（1989年）
  - 「男について」（1990年）
  - 「ママってきれい!?」（1991年）
  - 「先生のお気に入り」（1991年）
  - 「ママの遺伝子」（2002年）
- 木曜劇場（フジテレビ）
  - 「過ぎし日のセレナーデ」（1989年-1990年）
  - 「ヴァンサンカン・結婚」（1991年）
  - 「明るい家族計画」（1995年）
  - 「ひとりにしないで」（1995年）
- ラストダンス（1990年、東海テレビ）
- 男と女のミステリー（フジテレビ）
  - 「あの日、あの時間…三菱重工爆破事件」（1990年）
  - 「偽装新婚」（1990年）
  - 「一攫千金!!主婦・小夜子のサバイバル!!」（1990年）
- 木曜ドラマ「芸者小春の華麗な冒険」（1991年、テレビ朝日）
- 金曜ドラマシアター（フジテレビ）
  - 「娘の結婚式」（1991年）
  - 「偽りの愛」（1991年）
  - 「雪女伝説殺人事件」
- しあわせの決断（1992年、フジテレビ）
- 天使のように生きてみたい（1992年、TBS）
- 金曜エンタテイメント（フジテレビ）
  - 「女検事・片岡麗子」（1992年）
  - 「地獄の鎮魂歌」（1994年）
  - 「夫婦」（1995年）
  - 「京都家元殺人事件」（1996年）
  - 「妻の二つの嘘」（1996年）
  - 「デパートガール探偵」（2000年）
  - 「電話オペレーター三人娘のOL事件簿」（2002年5月10日） - 飯島薫子 役
- 東芝日曜劇場（TBS）
  - 「丘の上の向日葵」（1993年）
  - 「ふたりのシーソーゲーム」（1996年）
- 君が見えない（1994年、関西テレビ）
- 金曜時代劇「十時半睡事件帖」（1994年 - 1995年、NHK総合）
- 金田一少年の事件簿（1995年、日本テレビ） - レポーター 役
- もう我慢できない!（1996年、フジテレビ）
- ドラマ新銀河「木綿のハンカチ〜ライトウインズ物語」（1997年、NHK総合） - 花井すず 役
- 走れ公務員!（1998年、フジテレビ）
- 月曜ミステリー劇場「弁護士迫まり子の遺言作成ファイル」（TBS）
- 古畑任三郎 第3シリーズ「その男、多忙につき（忙しすぎる殺人者）」（1999年4月20日、フジテレビ） - 秘書（品田女史）役
- FACE〜見知らぬ恋人〜（2001年、日本テレビ）
- 女と愛とミステリー「寺田家の花嫁」（2001年、テレビ東京）
- 月曜ドラマシリーズ（NHK総合）
  - 「結婚泥棒」（2002年）
  - 「ねばる女」（2004年）
- 水曜劇場「天才柳沢教授の生活」（2002年、フジテレビ）
- おばあさんの反乱〜遺産はだれのモノ?（2004年、テレビ朝日） - 主演
- ドラマ・コンプレックス「私が私であるために」（2006年、日本テレビ）
- 水曜ミステリー9（テレビ東京）
  - 「芸者小春姐さん奮闘記5」（2008年1月20日） - 七重 役
  - 「芸者小春姐さん奮闘記6」（2009年7月8日）
- コールセンターの恋人（2009年9月11日、朝日放送・テレビ朝日） - 主婦 役
- 金曜ナイトドラマ「ハガネの女」（2010年7月2日、テレビ朝日） - 佐野早苗 役
- 天使の代理人（2010年、東海テレビ）- エピソード2主演・姫川松香 役
- 木曜ドラマ9「最高の人生の終り方〜エンディングプランナー〜」（2012年、TBS） - 香川夕子 役
- よる☆ドラ「眠れる森の熟女」（2012年、NHK総合） - 新田京子 役
- 一休さん2（2013年5月5日、フジテレビ） - 八千代 役
- つばめ刑事（2019年、ひかりTV） - 池山 役
- 病院の治しかた〜ドクター有原の挑戦〜（2020年、テレビ東京） - 三隅律子 役
- 警視庁・捜査一課長season5（2021年4月22日、テレビ朝日） - 沼瀬麗香 役
- 探偵☆星鴨（2021年4月27日、日本テレビ） - 石黒ゆかり 役
- 孤独のグルメ Season9 第8話 （2021年8月28日、テレビ東京） - 白川 役
- 心はロンリー気持ちは「…」FINAL（2024年4月27日、フジテレビ）[40]
- こんなところで裏切り飯 〜嵐を呼ぶ七人の役員〜 第7話（2025年2月27日、中京テレビ・日本テレビ） - 飯塚小百合 役

### 舞台
- 太閤記（1993年）- 寧々役
- すったもんだ離婚（1993年） - 口うるさいお隣の教育ママ役
- 母と父への手紙（1994年） - 長女・珠子 役
- 女系家族（1995年） - 矢島藤代 役
- 雫れる果実（1996年）
- おそく起きた朝は…オン・ステージ（1996年 - 2003年）
- ラブ・レターズ10th anniversary special（2000年）
- おそく起きた昼は…オン・ステージ（2004年 - 2005年）
- はやく起きた朝は…オン・ステージ（2006年 - 2011年、2014年）
- 明治座純烈7月公演（2021年） - マダム・ブラウン 役

### 映画
- 釣りバカ日誌15 ハマちゃんに明日はない!?（2004年）
- ヒート アイランド（2007年）
- はやく起きた朝は…オンステージ THE MOVIE（2011年）
- おしょりん（2023年）[41]

### ラジオ
レギュラー
- 石倉三郎のどーん!と土曜ワイド（文化放送）
- ヒルサイド・アヴェニュー（JFN）2000年4月3日-7月3日まで毎週月曜担当

ゲスト出演
- テリー伊藤のってけラジオ（ニッポン放送）
- 菊正宗 ほろよいイブニングトーク（ニッポン放送系・NRN）
- 上柳昌彦 ごごばん!（2010年10月18日、ニッポン放送）

### ゲーム
- ラサール石井のチャイルズクエスト（ファミリーコンピュータ、ナムコ）。1989年6月23日発売。定価5,500円。
ラサール石井がプロデュースした女性グループ「チャイルズ」が主人公のコンピューターRPG。磯野貴理子自身もチャイルズのメンバーとして作品内に登場する。
- 行列のできる法律相談所（ニンテンドーDS、バンダイナムコゲームス・バンダイレーベル）

### CM
- 井村屋(肉まん、あんまん、チャイルズとして出演)

- エスビー食品（「とろけるシチュー」&「とろけるカレー」シリーズ）
- エバラ食品工業
- スカパーJSAT(スカイパーフェクTV)
- シャープ（日本一短いクイズショー シャープに答えて!シリーズ）
- タイガー魔法瓶（陣内智則と競演）（行列の企画CM）
- NTT東日本（iタウンページ）